# Kirchgasse (Zürich)

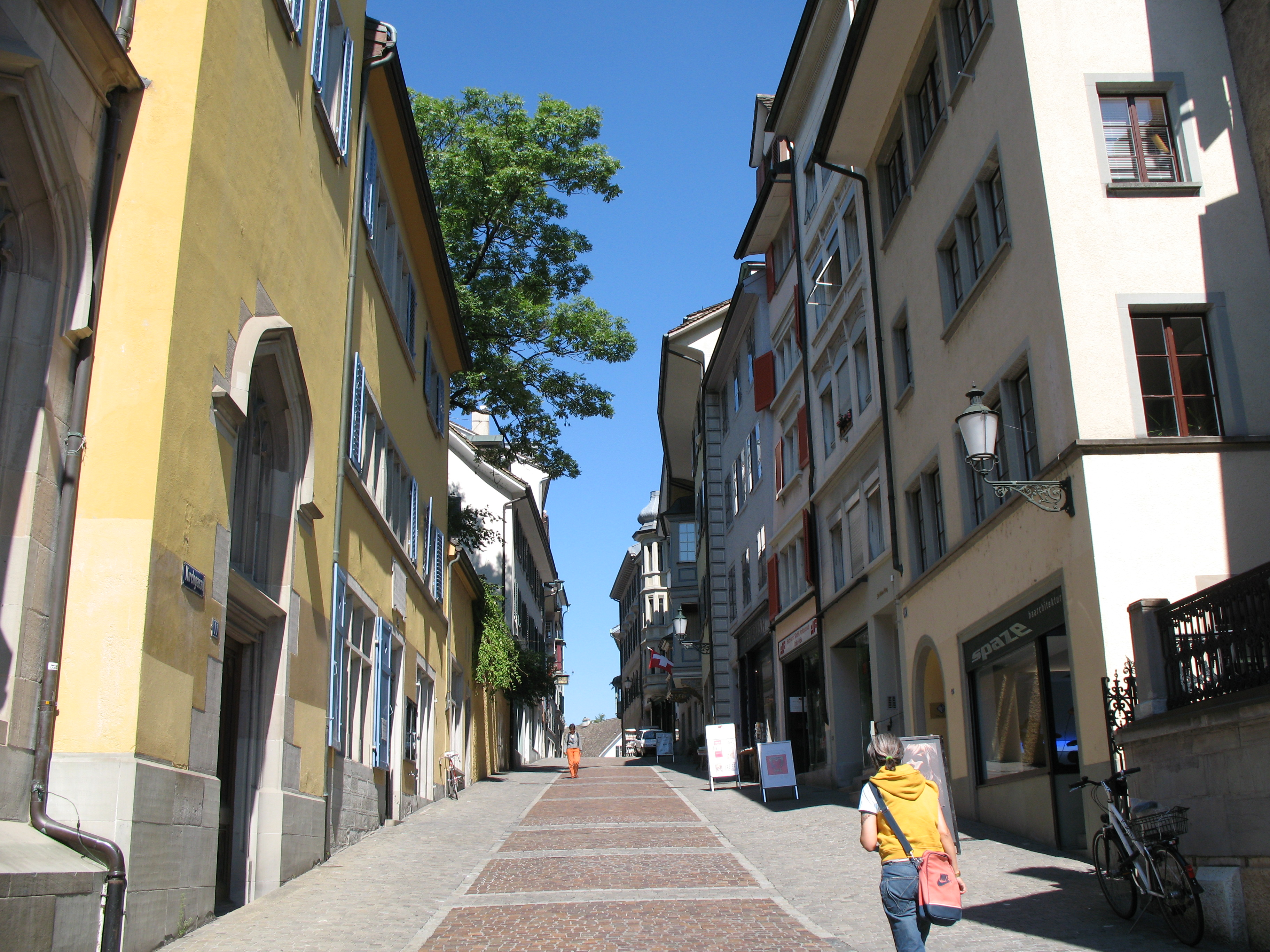
Die Kirchgasse Richtung Hirschengraben

Die Kirchgasse ist eine Gasse in der Zürcher Altstadt, sie führt vom Ufer der Limmat (Limmatquai) am Grossmünster vorbei zur Oberen Zäune und zum Rösslibrunnen am Hirschengraben. Schon im Mittelalter (seit 1271) wurde der Name verwendet. Im Jahr 1865 erhielt die Gasse auch amtlich diesen Namen.